# Сычуаньская опера
Чуаньцзюй (кит. трад. 川劇, упр. 川剧, пиньинь chuānjù) — главная форма местного театра в юго-западном Китае (Сычуань, Гуйчжоу и Юньнань). Другое название — сычуаньская опера. Сычуаньская школа китайской оперы возникла около 400 лет назад в конце династия Мин и в начале эпохи Цин. В то время в районе провинции Сычуань существовало несколько разных форм народного театра. Они смешивались, развивались и впоследствии превратились в одно общее явление — Сычуаньскую оперу. Самая характерная черта данного вида искусства — пение высоким голосом. Репертуар очень богат, включает более 2 тыс. произведений. Тексты отличаются высокой художественной ценностью и юмором. Движения детализированы и очень выразительны.
В настоящее время считается, что столицей данного вида искусства является Чэнду.

## Сычуаньская опера сегодня
В начале 20-го века произошла реформация многих видов китайского искусства. Наиболее известным реформатором был Кан Жилин, который возглавлял оперную труппу Sanqinq (Three Celebrations), основанную в 1912 году.
Сегодняшняя Сычуаньская опера — это синтез пяти мелодических стилей. Для Сычуаньской школы характерны сольные партии, искусная актёрская игра, использование множества перкуссионных инструментов и очень забавные сюжеты. Актёры одеты в яркие костюмы и двигаются под быструю, выразительную музыку. Особая отличительная черта данного жанра — ярко раскрашенные маски, которые актёры успевают менять в доли секунды незаметно для зрителя. Этот трюк, а также элементы акробатики, такие как прыжки через горящий обруч или манипуляции с мечами, особенно нравятся зрителям.

## Перемена лиц
Приём смены маски (кит. трад. 變臉, упр. 变脸, пиньинь biànliǎn) стал использоваться около 300 лет назад во времена правления императора Цяньлуна, представителя династии Цин. Это очень важный элемент Сычуаньской оперы, и его секреты хранятся в строжайшей тайне. Из поколения в поколение, не покидая круга театральных семей, происходит передача секретов техники «магической перемены лиц». Актеры отворачивают лицо или просто взмахивают рукой, и вот уже на зрителя смотрит новый персонаж — и так много раз подряд, к изумлению публики.
В самом начале для своего магического приёма актёры использовали пудру, окрашенную в разные цвета. Пудра находилась в чашах, актеры дули в чашу, и пудра прилипала к их покрытым маслом лицам. Другой метод заключался в нанесении на лицо цветной пасты, спрятанной в ладонях. Красный цвет означал гнев, черный — крайнюю степень ярости. К двадцатым годам прошлого века актёры перешли на использование слоёв масок, выполненных из бумаги. Артисту нужно было просто быстро снять очередной слой. В наши дни маски делают из шёлка; их количество на лице актёра может достигать двадцати четырёх. Отдельным мастерам удаётся менять до 10 масок за 20 секунд.
Маски эти ещё примечательны и тем, что в них нет ничего лишнего, в них всё является символом, несущим определённую информацию о персонаже.

### Способы перемены лиц
Всего выделяют три основных стиля смены масок:
- «Нанесение маски» (Wiping Mask) — актёр наносит косметическую краску. Если всё лицо должно быть изменено, косметическая краска наносится на лоб или брови; для изменений на нижней половине лица краска наносится на его щёки или нос. Как правило, данная краска имеет специальный состав, благодаря которому быстро застывает на лице во время представления.
- «Выдувание маски» (Blowing Mask) — актёр работает с порошковой косметикой, например, золотом, серебром, специальными чернилами. Иногда на сцену помещается крошечная коробка, в которую актёр дует, благодаря чему порошок прилипает к лицу. Иногда подобную красящую смесь помещают в специальную чашку. Секрет успеха: вовремя закрыть глаза и рот, задержать дыхание.
- «Стягивание маски» (Pulling Mask) — наиболее сложный элемент. Маски нарисованы на кусках дамаста , вырезаны, скреплены шёлковой нитью и слегка приклеены к лицу одна за другой. Шёлковая нить закреплена в неприметной части костюма. Щелчком плаща исполнитель волшебным образом меняет маски одну за другой[5].

## Значение цветов масок
Значение масок, используемых в китайской опере, может помочь определить качества характера героев, рассказать многое о роли данного персонажа в представлении. Также цвета масок выражают основные способности героев театрального действа.

### Чёрный
Первоначально чёрная маска в сочетании с телесным цветом кожи обозначала искренность. Со временем добавились значения честности, доблести, прямоты, неподкупности, беспристрастности. Это традиционно мужской цвет.

### Красный
Данный цвет означает смелость и верность долгу. Как правило, красный используется для положительных персонажей: солдат, небесных существ, добродетельных жён и т. д.

### Белый
Данный цвет может сочетаться с различными светлыми оттенками: бежевым, бледно-розовым, нежно-фиолетовым. Тем не менее, такую маску будет носить злодей. Белый символизирует лукавство, коварство, двуличность. Также данным цветом могут обозначаться старые персонажи, монахи, евнухи, ушедшие из мира скитальцы.

### Зелёный
Данный цвет является положительным, как правило, символизирует храбрость, безрассудство, силу духа. Герои, вышедшие из народа, повстанцы, благородные разбойники часто изображались зелёными масками.

### Синий
Данный цвет по своему символическому содержанию идентичен зелёному цвету, тем не менее, может иметь коннотацию злобы и хитрости.

### Фиолетовый
Данный цвет выражает торжественность, открытость, справедливость. Иногда данный цвет используется для того, чтобы сообщить зрителю о уродстве лица данного героя.

### Жёлтый
Данный цвет воплощает храбрость, беспощадность и стойкость, тем не менее, у персонажа с жёлтой маской в характере могут присутствовать вспыльчивость и жестокость.

### Серебряный и золотой
В китайской опере данные цвета являются весьма необычными за счёт относительной редкости красителя, именно поэтому они символизируют наиболее знаковых персонажей. Как правило, их используют для того, показать могущество и сверхъестественность персонажа, принадлежность к высоким воинским чинам или связь с потусторонним миром. Как правило, волшебные персонажи (будды, бессмертные, отшельники, боги) носят маски именно таких цветов.